# Gare de Kunitachi
La gare de Kunitachi (国立駅, Kunitachi-eki) est une gare ferroviaire de la ville de Kunitachi, dans la préfecture de Tokyo au Japon. Elle est exploitée par la compagnie JR East.

## Situation ferroviaire
La gare de Kunitachi est située au point kilométrique (PK) 34,5 de la ligne Chūō.

## Histoire
La gare a été inaugurée le 1er avril 1926.

## Services aux voyageurs

### Accès et accueil
La gare dispose d'un bâtiment voyageurs, avec guichet, ouvert tous les jours.

### Desserte
- Ligne Chūō :
  - voie 1 : direction Tachikawa et Takao
  - voies 2 et 3  : direction Shinjuku et Tokyo